# Alexis Lascaris

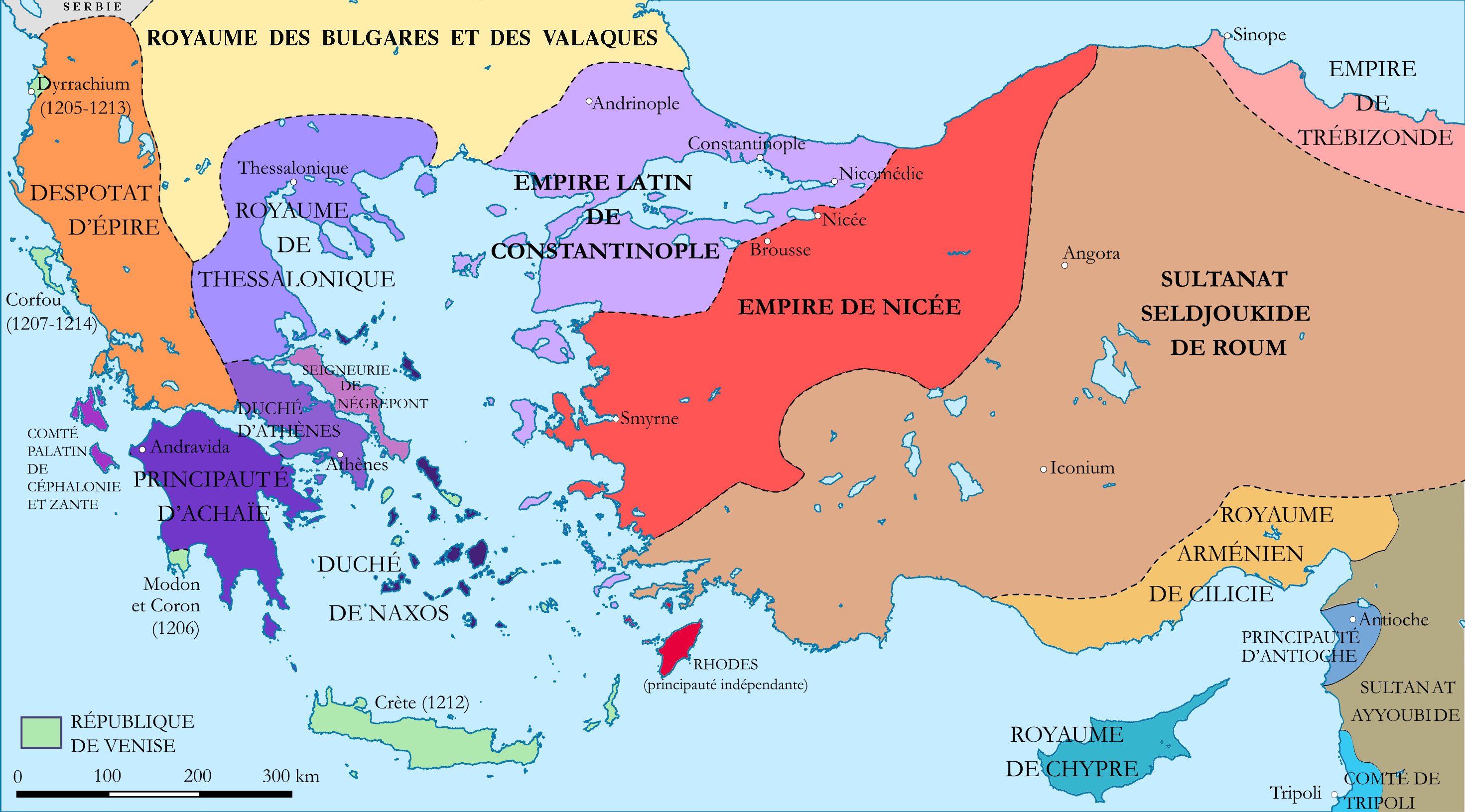
États successeurs de l'Empire byzantin après la quatrième croisade (1204)

Alexis Lascaris (ou Alexios Laskaris; en grec : Ἀλέξιος Λάσκαρις) est le frère de Théodore Ier Laskaris, empereur de l’Empire de Nicée. Ce dernier ayant désigné comme successeur Jean III Doukas Vatatzès, Alexis et son frère Isaac se réfugient à la mort de Théodore à la cour de l’Empire latin de Constantinople d’où ils tentent de faire valoir les droits des Laskaris au trône. Les deux frères sont vaincus à la bataille de Poimanenon en 1224 et aveuglés.   

## Contexte historique
Après la chute de Constantinople aux mains des croisés en 1204, divers États sont fondés qui revendiqueront la succession de l’Empire byzantin. L’un de ceux-ci fut l’Empire de Nicée s’étendant en Asie mineure sur une large bande de terre allant de la mer Égée à la mer Noire. Son fondateur fut Théodore Laskaris, membre d’une famille noble apparentée aux Comnènes dont les propriétés étaient principalement situées à l'ouest de l'Asie Mineure. Après la création du nouvel État latin à Constantinople, Théodore réussit à s'imposer parmi les différents seigneurs locaux d'Asie Mineure occidentale. Il mène une résistance opiniâtre aux Croisés qui tentent de s'étendre en Bithynie et établit un empire en exil, l'Empire de Nicée. Durant son règne, il aura à lutter à la fois contre des rivaux byzantins qui ont créé, à l’est du sien, l’Empire de Trébizonde, latins qui détiennent encore les villes de Nicomédie, Cyzique, Karax et Pigae, ainsi que turcs dans la vallée du Méandre. Soucieux de maintenir la continuité avec l'Empire byzantin maintenant disparu, il restaure un patriarcat orthodoxe en exil et fait élire comme patriarche Michael Autoreianos qui le couronne basileus en 1205. Durant son règne il parvient à faire de l'Empire de Nicée un État aux fondations suffisamment solides pour entreprendre rapidement la tête la reconquête de l’Empire byzantin face à l'empire latin de Constantinople.

## Biographie
Théodore Ier avait au moins six frères connus : Constantin, Georges, Alexis, Isaac, Manuel et Michel, les deux derniers nés d'une mère différente, car ils ont comme nom de famille Tzamantouros et non Comnène. Alexis comme son frère Isaac avait reçu le titre de sebastokrator, titre réservé aux frères de l’empereur. Théodore mourut en novembre 1222 sans laisser d’héritier mâle. Avant de mourir, il avait désigné comme successeur le jeune Jean Vatatzès dont le père, Basile Vatatzès, exerçait la charge de domestique (adjoint d’un ministre). Théodore appréciait si bien le jeune Jean qu'il lui avait donné comme épouse sa propre fille Irène et l'avait fait protovestiaire. Le couronnement de ce dernier sous le nom de Jean III Doukas Vatatzès devait déclencher une guerre de succession, deux des frères de Théodore, Alexis et Isaac, estimant qu’appartenant à la famille Laskaris ils avaient davantage de droits à la succession que le mari de la fille de l'empereur défunt.
Les deux sébastocrates quittèrent alors la cour établie à Nymphaion pour se réfugier dans l’Empire latin, emmenant avec eux la fille de Théodore, Eudokia. Peu avant sa mort, Théodore avait tenté d’organiser le mariage de celle-ci avec l’empereur latin, Robert de Courtenay, mais s’était heurté à l’opposition du patriarche. En dépit de ce contretemps, l’empereur latin accorda l’asile ainsi qu’une place à sa cour aux deux frères puisqu’il existait tout de même des liens familiaux entre eux, la sœur d’Henri de Courtnay, Maria, ayant épousé Théodore Lascaris pour qui il avait répudié sa seconde épouse Philippa d'Arménie. De plus l’un des deux frères avait déjà séjourné à la cour latine de Constantinople comme prisonnier de guerre vers 1220-1221. L’accueil des deux frères par l’empereur latin devait toutefois créer des tensions entre les deux empires si bien qu’en 1224, Alexis et Isaac se retrouvèrent à la tête d’une armée latine qui affronta Vatatzès à la bataille de Poimanenon. Après une lutte sanglante l’armée latine fut défaite et les deux frères capturés, puis Vatatzès réussit à s’emparer de la plupart des forteresses encore détenues par les Latins dans le nord-ouest de l’Asie mineure. À la suite de leur capture, les deux frères furent aveuglés.
Deux autres frères, Michel et Manuel, choisiront également l’exil au cours du règne de Jean III, possiblement en lien avec la fuite d’Alexis et d’Isaac, mais retourneront par la suite à Nicée et seront actifs pendant le règne du fils de Jean III, Théodore II Laskaris.

## Source primaire
- (en) Nicétas Choniatès (trad. Harry J. Magoulias), O City of Byzantium : Annals of Niketas Choniatēs, Wayne State University Press, 1984, 486 p. (ISBN 978-0-8143-1764-8, lire en ligne).

### Sources secondaires
- (en) Michael Angold, A Byzantine Government in Exile : Government and Society under the Laskarids of Nicaea, 1204-1261, Oxford University Press, 1975, 332 p. (ISBN 978-0-19-821854-8).
- (en) Alice Gardner, The Lascarids of Nicaea : the story of an empire in exile, Methuen, 1912.
- (en) Hans Willer Laale, Ephesus (Ephesos) : An Abbreviated History from Androclus to Constantine XI, WestBow Press, 2011 (ISBN 1-4497-1619-9).
- (en) Ruth Macrides, George Akropolites : The History - Introduction, translation and commentary, Oxford University Press, 2007 (ISBN 978-0-19-921067-1).
- Donald M. Nicol, Les derniers siècles de Byzance (1261-1453), Les Belles Lettres, 2005, 530 p. (ISBN 2-251-38074-4).
- (en) Judith Herrin et Guillaume Saint-Guillain, Identities and Allegiances in the Eastern Mediterranean After 1204, Ashgate Publishing, 2011, 347 p. (ISBN 978-1-4094-1098-0 et 1-4094-1098-6, lire en ligne).
- (en) John Van Antwerp Fine, The Late Medieval Balkans : A Critical Survey from the Late Twelfth Century to the Ottoman Conquest, Ann Arbor, Michigan: University of Michigan Press, 1987 (ISBN 0-472-08260-4).
- (en) Filip Van Tricht, The Latin Renovation of Byzantium : The Empire of Constantinople (1204-1228), Brill, 2011 (ISBN 978-90-04-20323-5, lire en ligne).